# Momčilo Marković
Momčilo Marković (serbisch-kyrillisch Момчило Марковић; * 19. September 1987 in Belgrad) ist ein serbischer Fußballschiedsrichter.
Marković leitet auf nationaler Ebene Spiele in der serbischen Super Liga, in der er bislang über 70 Einsätze hatte, und im serbischen Fußballpokal.
Seit 2023 steht Marković als Videoschiedsrichter (VAR) auf der Liste der FIFA-Schiedsrichter. Als Hauptschiedsrichter ist er international nicht im Einsatz.
Im April 2025 wurde Marković als Videoschiedsrichter für die Europameisterschaft der Frauen 2025 in der Schweiz nominiert.